# Peciu Nou
Peciu Nou là một xã thuộc hạt Timiș, România. Dân số thời điểm năm 2002 là 4990 người.